# 掛川市役所前站

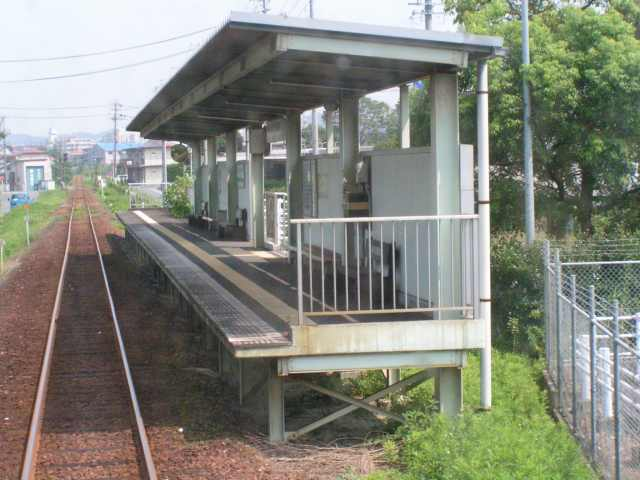
月台（2006年8月）

掛川市役所前站（日语：／ Kakegawashiyakushomae eki */?）是位於靜岡縣掛川市下俁30番3號，天龍濱名湖鐵道的天龍濱名湖線車站。

## 歷史
- 1996年（平成8年）3月18日 - 此站啟用[1]。

## 車站構造
本站是地面車站，設有1面1線的單式月台。月台全長55米，可容納3卡車廂。

## 利用狀況
以下為近年1日平均乘車人次。
| 乘車人次變化 | 乘車人次變化      |
| 年度         | 一日平均 乘車人次 |
| ------------ | ----------------- |
| 2008         | 85                |
| 2009         | 86                |
| 2010         | 78                |
| 2011         | 86                |
| 2012         | 83                |
| 2013         | 81                |
| 2014         | 94                |
| 2015         | 104               |
| 2016         | 89                |
| 2017         | 93                |
| 2018         | 74                |

## 車站周邊
車站鄰邊東經138度正位置。尤如車站名稱，此站鄰近掛川市役所（即掛川市政廳）。
車站周邊地區為下俁、長谷1丁目、中央高町、中央3丁目等。設有工場和低層住宅。曾經一帶均為茶田，隨著市政廳遷移，周邊進行了土地重整項目，開發了住宅區。
站前沒有巴士站，在市政廳內設有巴士站，停靠的巴士路線前往掛川站方向。

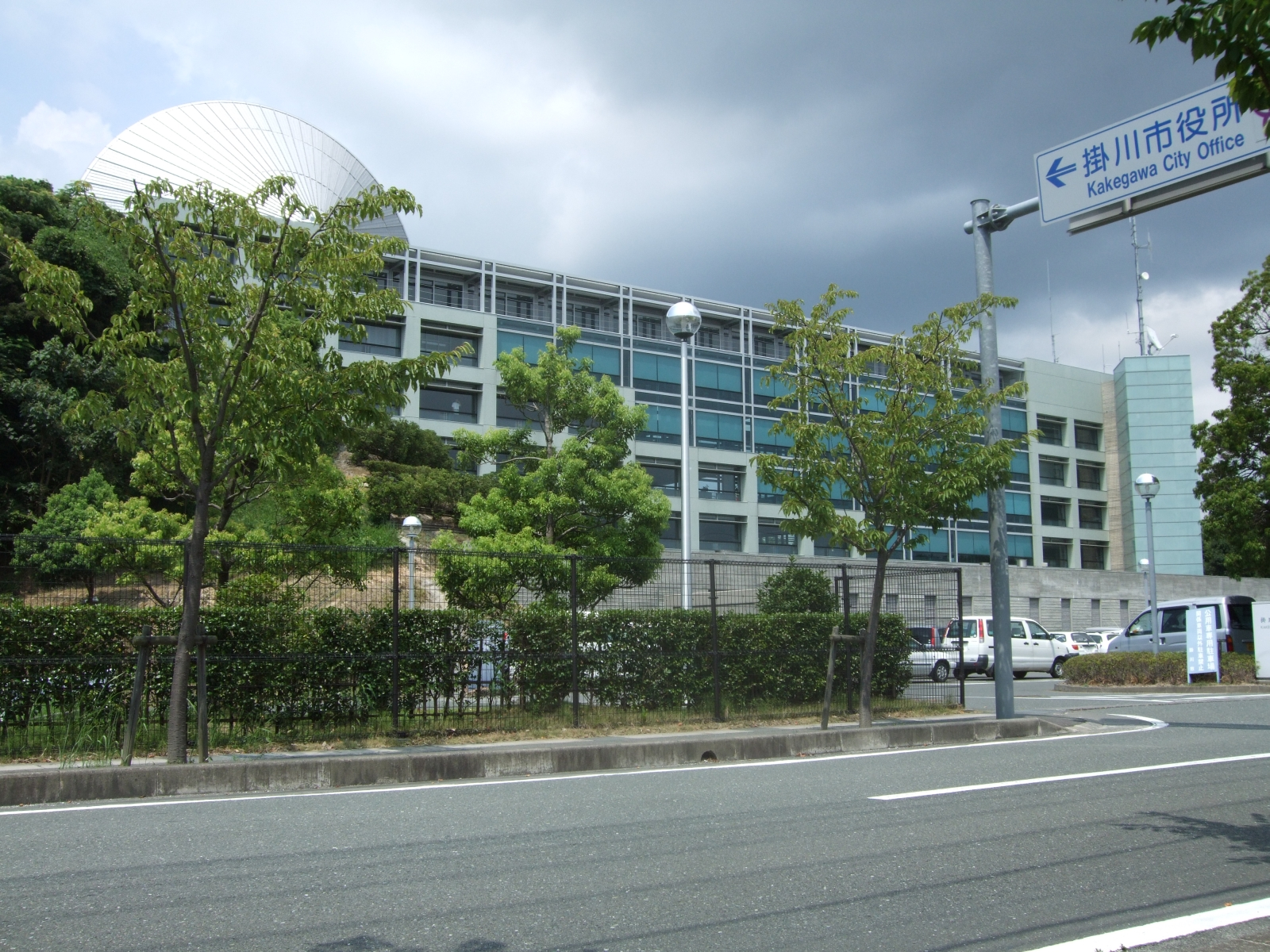
掛川市政廳本廳舍
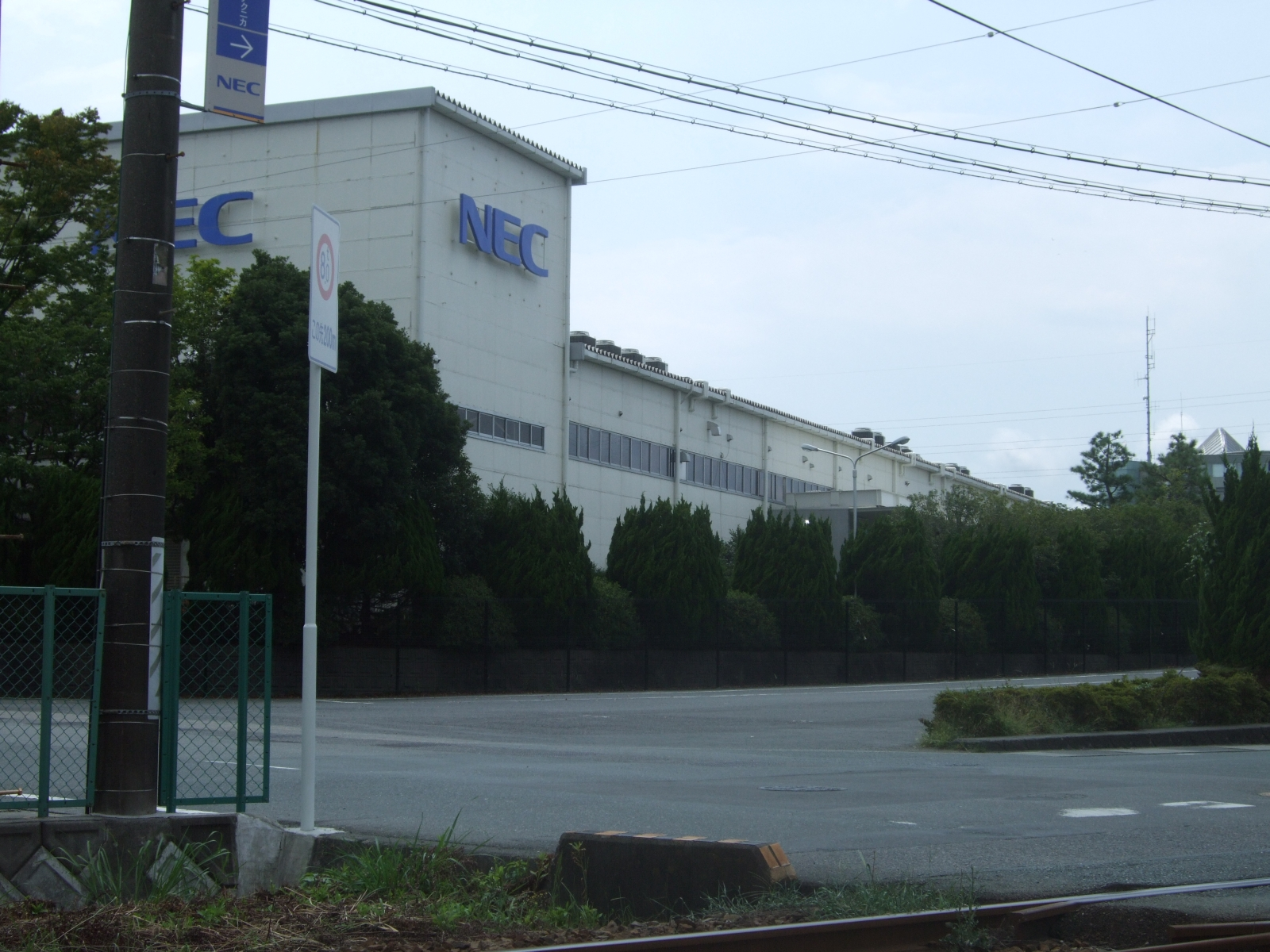
NEC平台掛川事業所

### 路軌南側（市政廳方向）
- 新開運輸系統掛川事業所
- NEC平台（日语：NECプラットフォームズ）掛川事業所（舊NEC存取技術（日语：NECアクセステクニカ））
- 掛川市政廳本廳舍
  - 市政廳巴士站 - 掛川市自主運行巴士（日语：掛川市自主運行バス）市街地循環線
    - 北回（掛川北醫院方向）
    - 南回（掛川站方向）
- 掛川市政廳本廳舍南館（教育委員會）
- 思惟之森
- 水質保全亭（污水處理廠）
- 掛川市淨化中心管理樓（掛川市上下水道部）
  - 掛川市水道事業所
- 堀之內公園
- 資生堂掛川工場
- 資生堂企業資料館（日语：資生堂企業資料館）
- 資生堂藝術屋（日语：資生堂アートハウス）（美術館）
- 東名高速道路小笠休息區（日语：小笠パーキングエリア）

### 路軌北側（中央3丁目方向）
車站沒有北邊出口，如需前往，必須跨過平交道。
- 中央3丁目公園
- 幸樂苑（日语：幸楽苑）掛川店
- PIZZA-LA掛川店
- 達美樂薄餅掛川中央店
- 眼鏡市場掛川店
- au商店掛川大池
- 掛川市立西中學（日语：掛川市立西中学校）
- 掛川市立中央小學
- 十九首塚
- 濱名酪農業協同組合小笠分所
- cocokara fine（日语：ココカラファイン）掛川下俁店
- 掛川町遊郭蹟

## 相鄰車站
天龍濱名湖鐵道
天龍濱名湖線
掛川－掛川市役所前－西掛川

## 注腳
1. 1 2  . 靜岡新聞 (靜岡新聞社). 1996-03-19: 21 （日语）.
2. ↑  掛川市統計書

## 外部連結
- 掛川市役所前站 （页面存档备份，存于）（日語） - 天龍濱名湖鐵道株式會社
- 掛川市政廳（日語）